# あした天気になぁれ
「あした天気になぁれ」（あしたてんきになぁれ）は、Liaの10枚目のシングル。2010年7月21日にティー ワイ エンタテインメントから発売された（販売はキングレコード）。

## 概要
前作「My Soul,Your Beats!」から約2ヶ月ぶりのリリース。
表題曲「あした天気になぁれ」とカップリング曲「歩いて帰ろう」は、特撮テレビドラマ『大魔神カノン』の前期、後期のエンディングテーマで、自身初となるテレビドラマのタイアップを担当している。

## 収録曲
1. あした天気になぁれ [3:43]
作詞：藤林聖子、作曲・編曲：佐橋俊彦
  - 特撮テレビドラマ『大魔神カノン』前期エンディングテーマ
2. 歩いて帰ろう [3:41]
作詞：藤林聖子、作曲・編曲：佐橋俊彦
  - テレビドラマ『大魔神カノン』後期エンディングテーマ
3. Song of Life [5:24]
作詞：KAJI KATSURA、作曲：KAIDO、編曲：福士健太郎